# Spiegelsymmetrie (snaartheorie)
In de algebraïsche meetkunde en theoretische natuurkunde is spiegelsymmetrie een verband tussen meetkundige objecten die Calabi-Yau-variëteiten worden genoemd. De term verwijst naar een situatie waarin twee Calabi-Yau-variëtetiten er meetkundig heel verschillend uitzien, maar toch gelijkwaardig zijn wanneer ze worden gebruikt als extra dimensies in de snaartheorie.
Vroege gevallen van spiegelsymmetrie werden ontdekt door natuurkundigen. Wiskundigen raakten geïnteresseerd in dit verband rond 1990 toen Philip Candelas, Xenia de la Ossa, Paul Green en Linda Parkes aantoonden dat het gebruikt kon worden als hulpmiddel in de  enumeratieve meetkunde, een tak van de wiskunde die zich bezighoudt met het tellen van het aantal oplossingen voor meetkundige vragen. Candelas en zijn medewerkers toonden aan dat spiegelsymmetrie kan worden gebruikt om rationele curven op een Calabi-Yau-variëteit te tellen, waarmee een al lang bestaand probleem wordt opgelost.
Spiegelsymmetrie is een belangrijk onderzoeksonderwerp in de zuivere wiskunde, en wiskundigen werken aan de ontwikkeling van een wiskundig begrip van de relatie, gebaseerd op de intuïtie van natuurkundigen. Spiegelsymmetrie is ook een fundamenteel hulpmiddel voor het uitvoeren van berekeningen in de snaartheorie, en is gebruikt om aspecten van de kwantumveldentheorie te begrijpen. Belangrijke benaderingen van spiegelsymmetrie omvatten het homologische spiegelsymmetrieprogramma van Maxim Kontsevitsj en het SYZ-vermoeden van Andrew Strominger, Shing-Tung Yau en Eric Zaslow.

## Geschiedenis
Het idee van spiegelsymmetrie gaat terug tot het midden van de jaren 1980 toen werd opgemerkt dat een snaar die zich voortplant op een cirkel met straal {\displaystyle R} fysisch equivalent is aan een snaar die zich voortplant op een cirkel met straal {\displaystyle 1/R} in toepasselijke meeteenheden.
Wiskundigen raakten rond 1990 geïnteresseerd in spiegelsymmetrie toen de natuurkundigen Philip Candelas, Xenia de la Ossa, Paul Green en Linda Parkes lieten zien dat spiegelsymmetrie kon worden gebruikt om problemen in de enumeratieve meetkunde op te lossen die tientallen jaren of langer geen oplossing hadden gekregen.
In 1990 introduceerde Edward Witten de topologische snaartheorie, een vereenvoudigde versie van de snaartheorie, en natuurkundigen toonden aan dat er een versie van spiegelsymmetrie bestaat voor de topologische snaartheorie. Deze uitspraak over de topologische snaartheorie wordt in de wiskundige literatuur meestal beschouwd als de definitie van spiegelsymmetrie. In een toespraak op het Internationale Congres van Wiskundigen in 1994 presenteerde wiskundige Maxim Kontsevitsj een nieuwe wiskundig vermoeden gebaseerd op het natuurkundige idee van spiegelsymmetrie in de topologische snaartheorie. Dit vermoeden, bekend als homologische spiegelsymmetrie, formaliseert spiegelsymmetrie als een equivalentie van twee wiskundige structuren: de afgeleide categorie van coherente schoven op een Calabi-Yau-variëteit en de Fukaya-categorie van zijn spiegel.
Het werk aan spiegelsymmetrie gaat door met ontwikkelingen in de context van snaren op oppervlakken met grenzen. Daarnaast is spiegelsymmetrie gerelateerd aan veel actieve gebieden van wiskundeonderzoek, zoals de McKay correspondentie, topologische kwantumveldentheorie en de theorie van stabiliteitsvoorwaarden. Tegelijkertijd blijven fundamentele vragen lastig. Wiskundigen begrijpen bijvoorbeeld nog steeds niet hoe ze voorbeelden van spiegel-Calabi-Yau-paren kunnen construeren, hoewel er vooruitgang is geboekt in het begrijpen van deze kwestie.

## Toepassingen

### Enumeratieve meetkunde
Veel van de belangrijke wiskundige toepassingen van spiegelsymmetrie behoren tot de tak van de wiskunde die enumeratieve meetkunde wordt genoemd. In de enumeratieve meetkunde is men geïnteresseerd in het tellen van het aantal oplossingen voor meetkundige vraagstukken, meestal met behulp van de technieken van de algebraïsche meetkunde. 
Tegen het jaar 1991 waren de meeste klassieke problemen van enumeratieve meetkunde opgelost en begon de interesse in enumeratieve meetkunde af te nemen. Het veld kreeg een nieuwe impuls in mei 1991 toen de natuurkundigen Philip Candelas, Xenia de la Ossa, Paul Green en Linda Parkes lieten zien dat spiegelsymmetrie gebruikt kon worden om het aantal graad drie krommen op een kwintische Calabi-Yau-variëteit te tellen. Candelas en zijn medewerkers ontdekten dat deze zesdimensionale Calabi-Yau-variëteiten precies 317.206.375 krommen van graad drie kunnen bevatten.

### Theoretische natuurkunde
Naast toepassingen in de enumeratieve meetkunde is spiegelsymmetrie een fundamenteel hulpmiddel voor berekeningen in de snaartheorie.
Buiten de snaartheorie wordt spiegelsymmetrie gebruikt om aspecten van de kwantumveldentheorie te begrijpen, het formalisme dat natuurkundigen gebruiken om elementaire deeltjes te beschrijven. Zo zijn ijktheorieën een klasse van zeer symmetrische natuurkundige theorieën die voorkomen in het standaardmodel van de deeltjesfysica en andere delen van de theoretische natuurkunde. Sommige ijkentheorieën die geen deel uitmaken van het standaardmodel, maar om theoretische redenen toch belangrijk zijn, komen voort uit snaren die zich voortplanten op een bijna singuliere achtergrond. Voor zulke theorieën is spiegelsymmetrie een nuttig rekenhulpmiddel. Spiegelsymmetrie kan inderdaad gebruikt worden om berekeningen uit te voeren in een belangrijke ijkentheorie in vier ruimtetijddimensies die bestudeerd is door Nathan Seiberg en Edward Witten en die ook bekend is in de wiskunde in de context van Donaldson-invarianten. Er is ook een veralgemening van spiegelsymmetrie genaamd 3D-spiegelsymmetrie, die paren van kwantumveldentheorieën in drie ruimtetijddimensies met elkaar in verband brengt.

## Benaderingen

### Het SYZ-vermoeden
Een benadering om spiegelsymmetrie te begrijpen werd voorgesteld door Andrew Strominger, Shing-Tung Yau en Eric Zaslow in 1996. Volgens hun vermoeden, nu bekend als het SYZ-vermoeden, kan spiegelsymmetrie worden begrepen door een Calabi-Yau-variëteit op te delen in eenvoudigere stukken en deze dan te transformeren om de spiegel-Calabi-Yau te krijgen.
De Calabi-Yau-variëteiten van primair belang in de snaartheorie hebben zes dimensies. Men kan zo'n variëteit verdelen in 3-tori (driedimensionale objecten die het begrip torus veralgemenen) geparametriseerd door een 3-sfeer (een driedimensionale veralgemening van een bol) {\displaystyle B}. Elk punt van {\displaystyle B} correspondeert met een 3-torus, behalve oneindig veel "slechte" punten die een roosterachtig patroon van segmenten vormen op de Calabi-Yau-variëteit en corresponderen met singuliere tori.